# معركة بوكسار
معركة بوكسار وقعت في 22 أكتوبر 1764 بين القوات البريطانية تحت قيادة شركة الهند الشرقية بقيادة هيكتور مونرو ضد مجموعة من الجيوش الهندية المتحالفة من نواب أوده ونواب البنغال و سلطنة مغول الهند ، ووحدثت المعركة في بوكسار، في إقليم البنغال، وهي بلدة تقع على ضفة نهر الغانج نحو 130 كم غرب باتنا، وكان النصر حاسما للبريطانيين وشركة الهند الشرقية.

## معرض صور

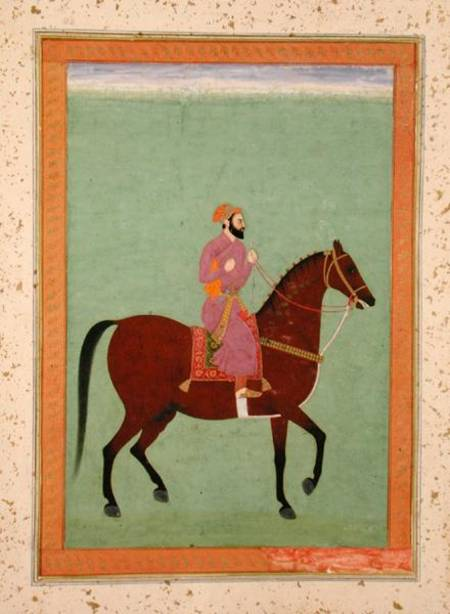
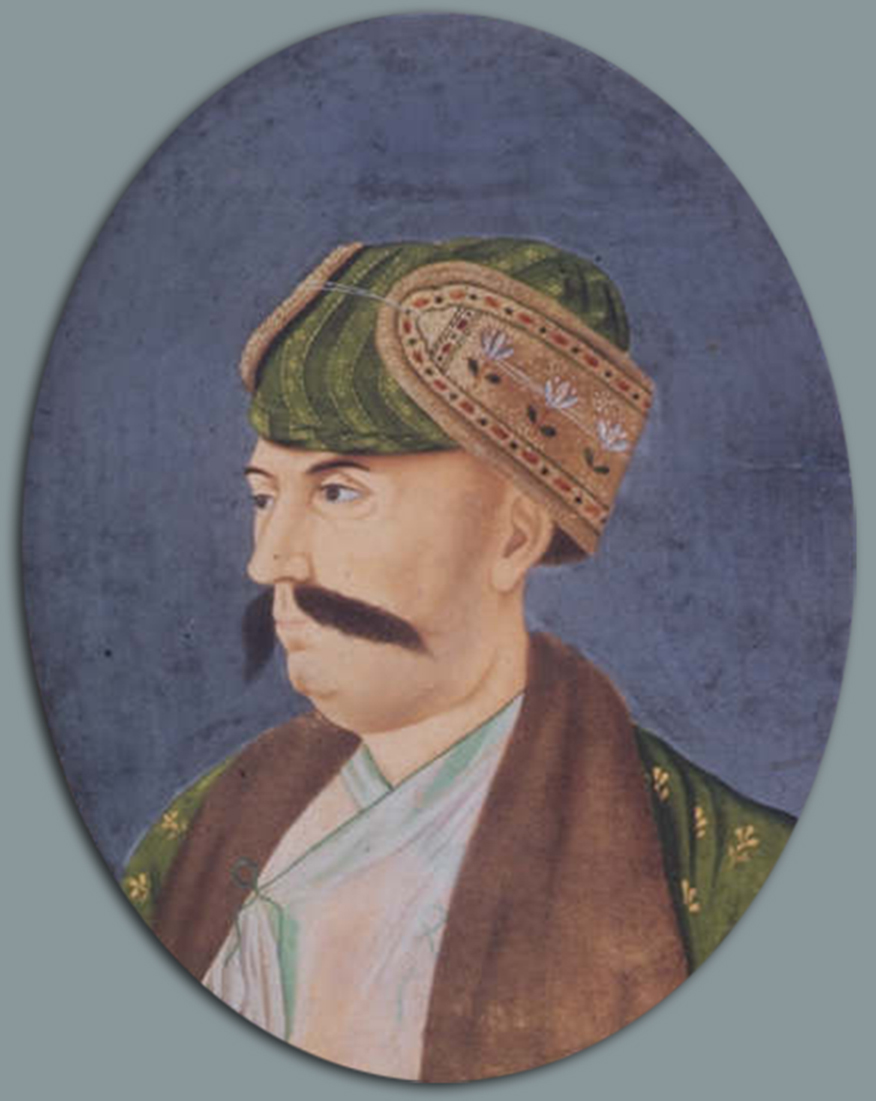
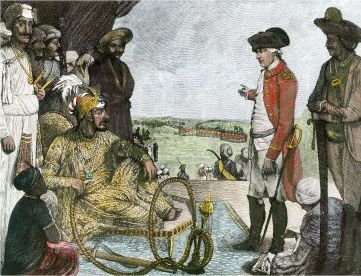
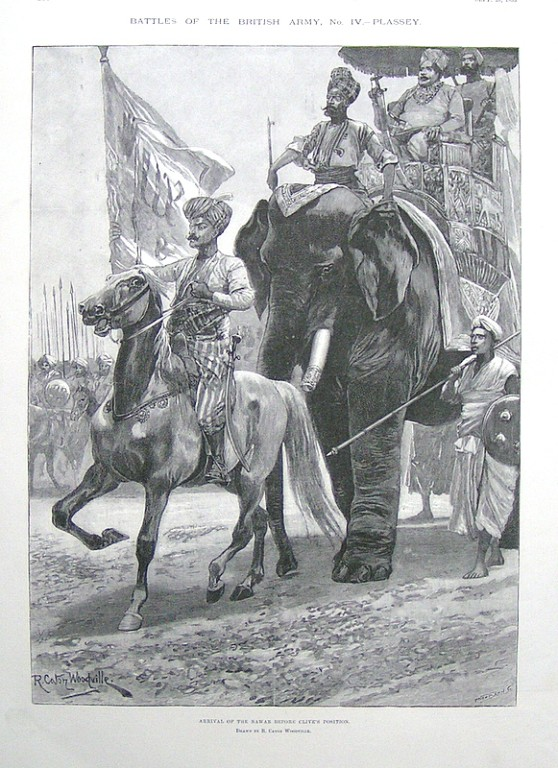
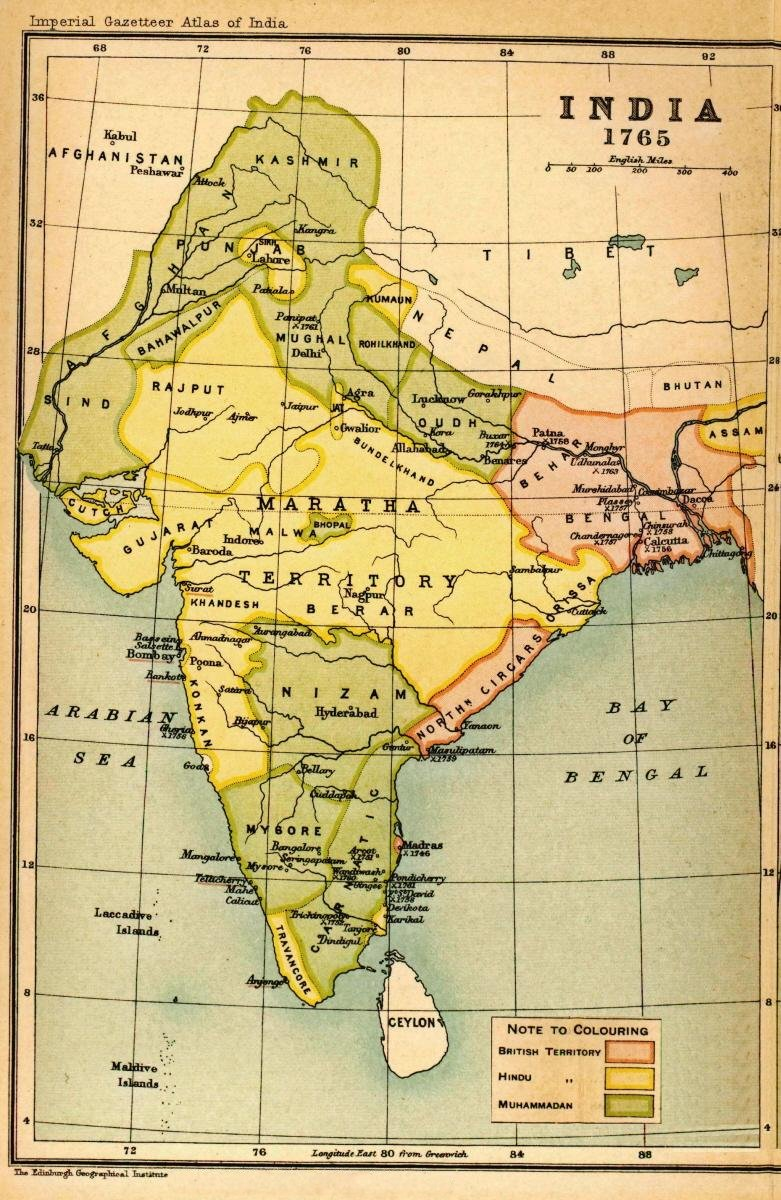